# Missile sol-sol
Pour les articles homonymes, voir missile (homonymie).

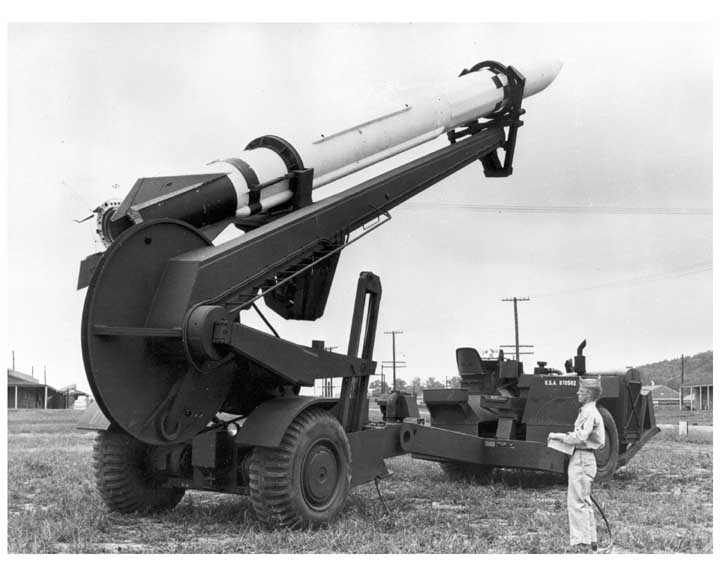
Missile américain MGM-5 Corporal sur sa rampe de lancement (1958).

Au sens premier du terme, un missile sol-sol est un missile tiré à partir d'un dispositif terrestre, afin d'attaquer et détruire un objectif également terrestre. Si cette définition correspond donc également à des armes telles que le missile antichar, lorsqu'elles ne sont pas utilisées depuis un aéronef, dans la pratique elle renvoie plutôt aux missiles balistiques tirés depuis un lanceur terrestre.